# Sobieszewko

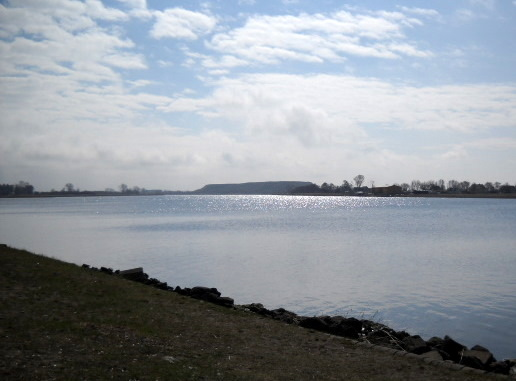
Blick über die Tote Weichsel auf die Gipshalde in Wiślinka

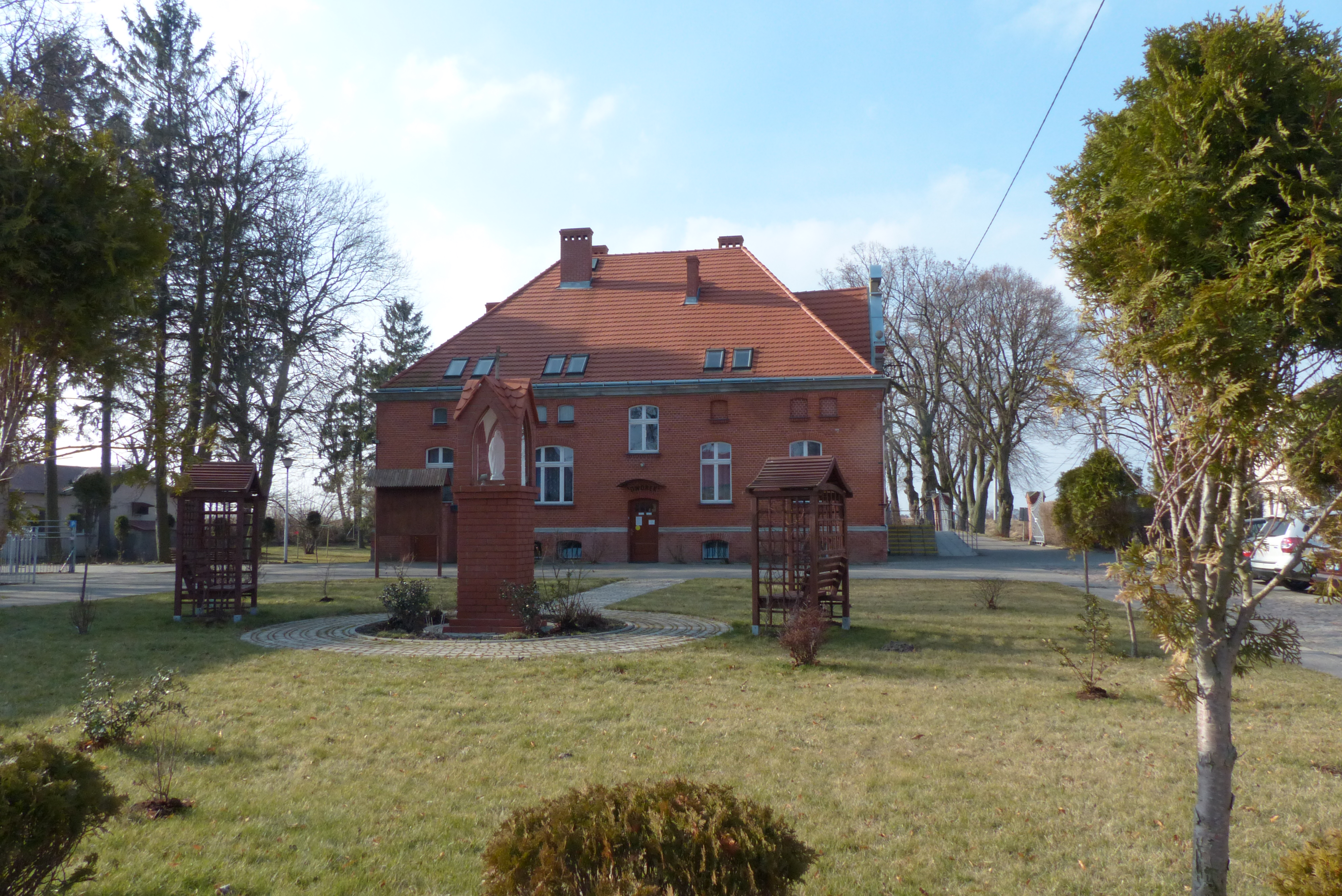
Altbau des Blindeninstituts, 2015

Sobieszewko (deutsch Bohnsacker Pfarrdorf, kaschubisch Bąsôckô Plebąnka) ist eine Siedlung im Danziger Stadtbezirk Wyspa Sobieszewska in der Woiwodschaft Pommern in Polen.

## Geographie
Der Ort liegt im Żuławy Wiślane (Weichsel-Nogat-Delta) auf dem rechten Ufer der Martwa Wisła (Tote Weichsel) auf der Westseite der Wyspa Sobieszewska (Bohnsacker Insel bzw. Nehrung und Neue Binnennehrung), etwa 14 Kilometer von der Stadtmitte Danzigs entfernt. Nordöstlich liegt der Badeort Sobieszewo (Bohnsack), südöstlich schließt sich am Ufer der Weichsel die Siedlung Sobieszewska Pastwa (Bohnsackerweide) an. Im Westen liegt auf dem jenseitigen Ufer des Flusses Wiślinka (Weßlinken).

## Geschichte
Bohnsack wurde 1410 als Bonensack erwähnt. Es war seit 1454 ein Kirchdorf der Stadt Danzig. Das Gebiet südlich des Dünenstreifens der Nehrung war Landgewinnungsmaßnahmen unterworfen. Mit der Schließung des Deichs um die ehemalige Außennehrung wurde es im 19. Jahrhundert zur Neuen Binnennehrung, im Gegensatz zur Alten Binnennehrung bei Steegen. Mit der zweiten Polnischen Teilung wurde das Gebiet der Stadt Danzig 1793 von Preußen annektiert. Sobieszewko wurde 1793 als Bohnsacker Pfarrdorf gegründet. In den Jahren von 1807 bis 1813 gehörte es zur Republik Danzig. Die Deiche zogen sich 1885 von Bohnsack bis nach Fischerbabke.
Am 1. Januar 1874 wurde die Kreisordnung für die Provinz Preußen eingeführt, diese wurde vier Jahre später wieder in die Provinzen Ost- und Westpreußen geteilt. Am 25. April 1874 wurde der Amtsbezirk Einlage gebildet. Bohnsack war eine Landgemeinde im Landkreis Danzig (ab 1887 Kreis Danziger Niederung) mit dem Wohnplatz Bohnsacker Pfarrdorf. Dessen Einwohnerzahl sank von 130 (in 1885) auf 94 (1905) ab. Zuständig war das Amtsgericht Danzig. Evangelische waren nach Bohnsack eingepfarrt, für Katholiken war die Königliche Kapelle und ab 1926 die Danziger Liebfrauenkirche Pfarrkirche. Die Pfarrkirche in Sobieszewo wurde 1947 katholisch geweiht.
Kreis und Amtsbezirk wurden gemäß den Bestimmungen des Friedensvertrags von Versailles am 10. Januar 1920 an die Freie Stadt Danzig abgetreten. Nach dem deutschen Überfall auf Polen kam das Gebiet von 1939 bis 1945 völkerrechtswidrig zum Reichsgau Danzig-Westpreußen und in der Folge des Zweiten Weltkriegs an die Republik Polen. Die deutschen Ortsbewohner wurden vertrieben. Ein beträchtlicher Teil war jedoch geflohen, da die Nehrung von März bis Mai 1945 zum Kampfgebiet gehörte. Der Ort wurde 1946 in Sobieszewko umbenannt. Die örtliche Państwowe gospodarstwo rolne (PGR) hieß in den Jahren von 1945 bis 1947 Plebanka. Im Jahr 1950 hatte der Ort 62 Einwohner. Am 1. Januar 1973 wurde das Gebiet bis zum Weichseldurchstich in die Verwaltungsgrenzen der Stadt Danzig eingegliedert.
Seit 1945 gibt es in Sobieszewko ein Blindeninstitut unter der Leitung der Franziskanischen Dienerinnen des Kreuzes.

## Verkehr
Sobieszewo liegt an der Woiwodschaftsstraße 501 von Danzig nach Krynica Morska (kahlberg-Liep). Sobieszewko ist an den städtischen Busverkehr angebunden.